# Regió florística del Cap

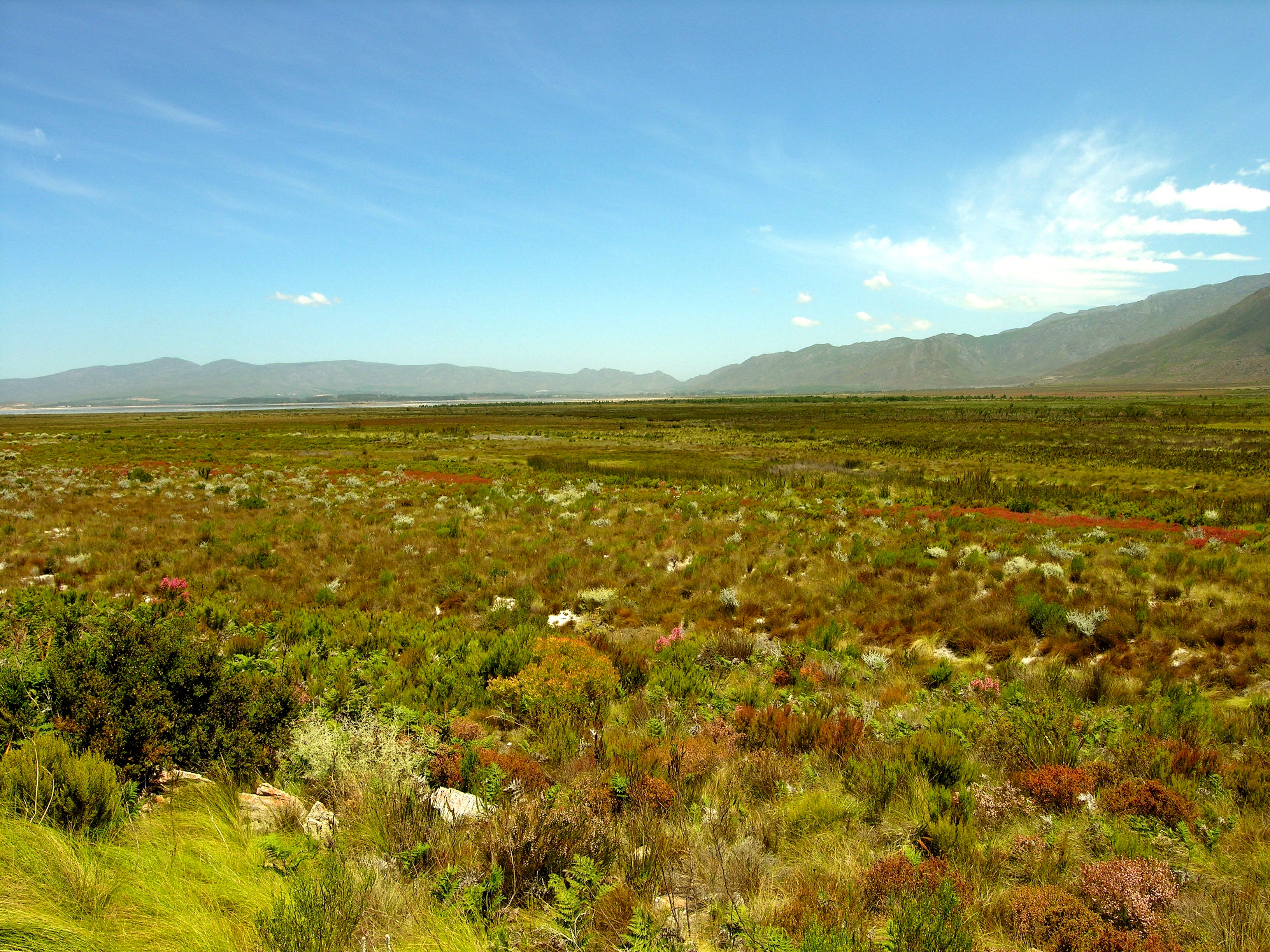
Fynbos a la Província Occidental del Cap

La Regió florística del Cap és una zona floral localitzada a Sud-àfrica que cobreix l'àrea de clima mediterrani de la Província Occidental del Cap, al sud-oest de l'estat, i s'estén cap a l'est per la Província Oriental del Cap, una zona transicional entre el règim de pluges hivernal de l'oest i l'estiuenc de l'est a KwaZulu-Natal. Es considera un punt crític de la biodiversitat mundial.
La major part de la zona és coberta amb fynbos, un matoll esclerófil·le que creix en arena àcida o en sòls pobres de nutrients derivats del gres Muntanya de la Taula (Supergrup del Cap). El fynbos és llar d'una sorprenent diversitat d'espècies de plantes, amb molts membres de la família Proteaceae, la família del bruc (Ericaceae) i la Restionaceae. Altres tipus de vegetació són el strandveld, un chaparral costaner de consistència suau a la costa oest de la Província Occidental del Cap, en arena terciària. El renosterveld és n matollar dominat per membres de la família Asteraceae, en particular Elytropappus rhinocerotis, gramínies i geòfites, que creixen als sòls rics d'esquist dels promontoris costaners. Petits focus de boscs afromontans (bosc afrotemperat del sud) es poden trobar en àrees humides i a recer.
El Fondo Mundial per a la Natura divideix la regió florística del Cap en tres ecoregions: fynbos i renosterveld de terres baixes, fynbos i renosterveld de muntanya i els bosquets d'Albany. Les ecoregions del fynbos són un disseny de Global 200 en la seua prioritat per la preservació de les regions florístiques.

## Espais protegits com a Patrimoni de la Humanitat
Vuit espais protegits de Sud-àfrica, representatius de la Regió floral del Cap, han estat inclosos en la llista de béns patrimoni de la humanitat amb el nom d'Àrees protegides de la Regió floral del Cap. Aquests vuit espais protegits són: 
- Parc Nacional de la Península del Cap.
- Zona de vida salvatge de Cederberg.
- Zona de vida salvatge de Groot Winterhoek.
- Complex de la Muntanya Boland.
- Reserva Natural De Hoop.
- Reserva Natural de Boosmansbos.
- Complex de Swartberg.
- Baviaanskloof.

## Altres espais protegits
- Reserva Natural de Fernkloof.